# Октябрьский сюрприз
В политическом жаргоне США октябрьский сюрприз (англ. October surprise) — новостное событие, которое может повлиять на исход будущих выборов в ноябре (особенно выборов президента США). Поскольку день национальных выборов (как и многих выборах в штатах и местных выборов) приходится на начало ноября, события, происходящие в октябре, имеют больший потенциал для влияния на решения избирателей; таким образом, какая-либо спланированная либо спонтанная новость накануне выборов может либо изменить их ход, либо усилить неизбежное.
Термин «октябрьский сюрприз» впервые употребил Уильям Кейси, когда работал менеджером президентской кампании Рональда Рейгана 1980 года. В то же время само явление октябрьских событий накануне выборов наблюдалось и до введения этого термина.

## До 1980 года
В середине октября 1840 года, незадолго до президентских выборов 1840 года, федеральные прокуроры объявили о планах обвинить высших чиновников партии вигов в «самом удивительном и жестоком мошенничестве» за то, что они платили пенсильванцам, чтобы те пересекали границу штатов и голосовали за кандидатов-вигов в Нью-Йорке во время выборов 1838 года.
20 октября 1880 года, незадолго до президентских выборов 1880 года, было опубликовано поддельное письмо якобы Джеймса А. Гарфилда с поддержкой иммиграции китайцев в США. В то время большинство белых американцев выступали против иммиграции из Китая, и оба кандидата в президенты выступали за ограничения миграции.
За неделю до президентских выборов 1884 года кандидат от республиканцев Джеймс Г. Блейн посетил встречу, на которой пресвитерианский проповедник Сэмюель Д. Бурхард высказал мысль, что демократы были партией «рома, романизма и восстания». То, что Блейн не возразил Бурхарду, стоило ему поддержки со стороны противников сухого закона, римско-католических иммигрантов и жителей Юга.
За недели до президентских выборов 1920 года ходили слухи о том, что Уоррен Гардинг был афроамериканцем. Кампания Гардинга боялась, что слухи повлияют на его популярность среди белых южан, поэтому поставила перед собой задание доказать «белизну» Гардинга.
Меньше чем за месяц до президентских выборов 1940 года пресс-секретарь президента Рузвельта Эрли, Стивен ударил коленом в пах чернокожего полицейского близ Мэдисон-сквер-гарден. Рузвельт уже сталкивался со скептицизмом со стороны чернокожих избирателей из-за его неспособности десегрегировать военных. Рузвельт ответил за несколько дней до выборов, назначив первого чернокожего генерала в стране Бенджамина О. Дэвиса-младшего и объявив о создании подразделения Пилотов из Таскиги.
Суэцкий кризис и Венгерское восстание называли октябрьскими сюрпризами во время президентских выборов 1956 года.
7 октября 1964 года, как раз за месяц до президентских выборов 1964 года, один из главных помощников президента Джонсона, Уолтер Дженкинс, был арестован за нарушение гражданского порядка с другим мужчиной в YMCA в Вашингтоне — газета Toledo Blade описывала это место как «настолько пресловутое место сбора гомосексуалов, что окружная полиция уже давно устанавливала там глазки для наблюдения». Однако через неделю Никита Сергеевич Хрущёв был отстранён от власти в Советском Союзе, лейбористская партия победила на выборах в Великобритании, а Китай провёл первые испытания ядерного оружия.
Во время президентских выборов 1968 года Хьюберт Хамфри, поддержка которого резко поднялась из-за краха голосования Уоллеса, начал публично дистанцироваться от администрации Джонсона по вопросу войны во Вьетнаме, призывая прекратить бомбардировку. Ключевой поворотный момент для кампании Хамфри произошёл в выходные перед выборами, когда президент Джонсон официально объявил об остановке бомбардировок и даже о возможном мирном договоре. «Хэллоуинский мир» дал кампании Хамфри крайне необходимый толчок. Кроме того, сенатор Юджин Маккарти наконец-то поддержал Хамфри в конце октября, предварительно отказывавшись это сделать, и накануне выборов опросы показывали ничью.
Во время президентских выборов 1972 года между действующим президентом-республиканцем Ричардом Никсоном и демократом Джорджем Макговерном Соединённые Штаты вели четвёртый год переговоров об окончании продолжавшейся войне во Вьетнаме.
26 октября 1972 года, за двенадцать дней до выборов, главный переговорщик США и советник президента США по вопросам национальной безопасности Генри Киссинджер появился на пресс-конференции, состоявшейся в Белом доме, и объявил: «Мы считаем, что мир близок». Несмотря на то, что Никсон пообещал закончить войну во время своей президентской избирательной кампании четырьмя годами ранее, не сумел прекратить боевые действия, но значительно снизил участие США, особенно сухопутных войск.
Хотя в переизбрании Никсона уже практически не было сомнений, заявление Киссинджера о том, что «мир близок» увеличило и без того высокую поддержку Никсона среди электората: на выборах Никсон победил Макговерна во всех штатах, кроме Массачусетса, а по голосам выборщиков победил с отрывом в 23,2 процентных пункта — наибольшим отрывом с 1936 года. Оставшиеся сухопутные войска США были выведены в 1973 году, однако военное вмешательство США во Вьетнаме продолжалось до 1975 года.

## 1980: Картер против Рейгана
На президентских выборах 1980 года претендент от республиканской партии Рональд Рейган побаивался, что договор об освобождении американских заложников в Иране в последнюю минуту может добавить действующему президенту Джимми Картеру достаточное число голосов для переизбрания. В результате, за несколько дней до выборов в прессе публиковалось решение правительства Ирана — и одновременно сообщение Картера — о том, что заложники будут освобождены лишь после выборов.

## 1992: Клинтон против Буша
В июне 1992 года министр обороны в правительстве Рональда Рейгана Каспар Уайнбергер был обвинённым в деле Иран-контрас. Хотя он утверждает, что принципиально выступал против продажи, Уайнбергер принимал участие в передаче Ирану американских ракет TOW, которые использовались для остановки большой танковой армии Саддама Хусейна, и позже его обвинили в преступной лжи независимому адвокату Иран-Контрас во время расследования. Республиканцы гневно обвинили независимого адвоката Лоуренса Э. Уолша в том, что время для обвинения Уайнбергера было выбрано так, чтобы повредить шансам Джорджа Буша-старшего на переизбрание. Во время кампании, когда близился суд над Уайнбергером, появлялась более конкретная информация о непосредственной роли Буша, включая заявления специалиста Рейгана по вопросам Ближнего Востока Говарда Тэйчера о том, что Буш знал о договоре с вооружением весной 1986 года, а также израильскую записку, которая чётко давала понять, что по состоянию на июль 1986 года Буш был хорошо осведомлён о договоре.

## Комментарии
1. ↑  «Романизм» — пренебрежительное название римо-католицизма в период антикатолических настроений в США.